# Dasihalli, Chiknayakanhalli
Dasihalli là một làng thuộc tehsil Chiknayakanhalli, huyện Tumkur, bang Karnataka, Ấn Độ.